# 人民行动党青年团
人民行动党青年团（英語：Young PAP，简称“YP”），是新加坡的执政党人民行动党的青年组织，旨在集合当地支持行动党并对政治感兴趣的年轻人和学生。该组织的现任主席为普杰立。

## 简介
人民行动党青年团的前身为1986年成立的人民行动党青年委员会，由时任新加坡武装部队准将李显龙担任主席。党内所有35岁以下的成员都被纳入青年委员会。1993年，委员会更名为“人民行动党青年团”。时任青年团主席杨荣文为了吸引更多的成员加入，表示青年团成员可采取不同于党中央的立场，他也将入团的年龄顶限从35岁提高到40岁。青年团的会员资格由行动党在新加坡各选区的支部颁发。2010年，时任副主席扎吉哈表示，青年团当年吸引了1200多名新成员，相较2009年的1000名有所增加。

### 结构
行动党青年团的各项任命如下，普杰立为现任主席。
| 任命     | 现任                 |
| -------- | -------------------- |
| 主席     | 普杰立               |
| 副主席   | 安宁阿敏             |
| 副主席   | 陈佩玲               |
| 组织秘书 | Cynthia Mark         |
| 财务     | Chow Kin Fai William |

### 活动
人民行动党青年团的志愿者一般与其所属选区的附属基层团体一起做社区工作，并在竞选期间进行家访与跟进工作。自1995年以来，青年团还负责几个在线网站，在当时的信息及艺术部长杨荣文的敦促下为该党建立网络形象。青年团的成员也组织团队在公开和匿名的场合工作，以反击网络空间对党和政府的批评。在流行论坛 Sintercom 于2001年关闭后，青年团主动提供自己的论坛供主持讨论。他们建立了各种包含多媒体内容的博客和社交媒体帐户，以吸引群众的关注。

## 著名前成员
- 李显龙（第3任总理）
- 陈振声（第19任教育部长）
- 陈佩玲（国会议员）[19]
- 杨荣文（第5任外交部长）
- 林瑞生（第17任人力部长）
- 张思乐（前人力部政务部长）[20]
- 陈有明（国会议员）[21]
- 陈仙凤（政治人物）[22]
- 郑恩里（前官委议员）[23]